# Colonia Elisa
Colonia Elisa är en kommunhuvudort i Argentina.   Den ligger i provinsen Chaco, i den nordöstra delen av landet, 900 km norr om huvudstaden Buenos Aires. Colonia Elisa ligger 72 meter över havet och antalet invånare är 4 570.
Terrängen runt Colonia Elisa är mycket platt. Runt Colonia Elisa är det glesbefolkat, med 10 invånare per kvadratkilometer.. Colonia Elisa är det största samhället i trakten.
I omgivningarna runt Colonia Elisa växer huvudsakligen savannskog.